# Kroksjön (Sjötofta socken, Västergötland)
Kroksjön är en sjö i Tranemo kommun i Västergötland och ingår i Ätrans huvudavrinningsområde. Sjön har en area på 0,166 kvadratkilometer och ligger 189,1 meter över havet.

## Delavrinningsområde
Kroksjön ingår i det delavrinningsområde (635823-135244) som SMHI kallar för Inloppet i Gräsken. Medelhöjden är 202 meter över havet och ytan är 17,85 kvadratkilometer. Det finns inga avrinningsområden uppströms utan avrinningsområdet är högsta punkten. Porsån (Kvarnatorpsån) som avvattnar avrinningsområdet har biflödesordning 3, vilket innebär att vattnet flödar genom totalt 3 vattendrag innan det når havet efter 130 kilometer. Avrinningsområdet består  mestadels av skog (81 procent). Avrinningsområdet har 1,52 kvadratkilometer vattenytor vilket ger det en sjöprocent på 8,5 procent.